# Auburn Pridemore

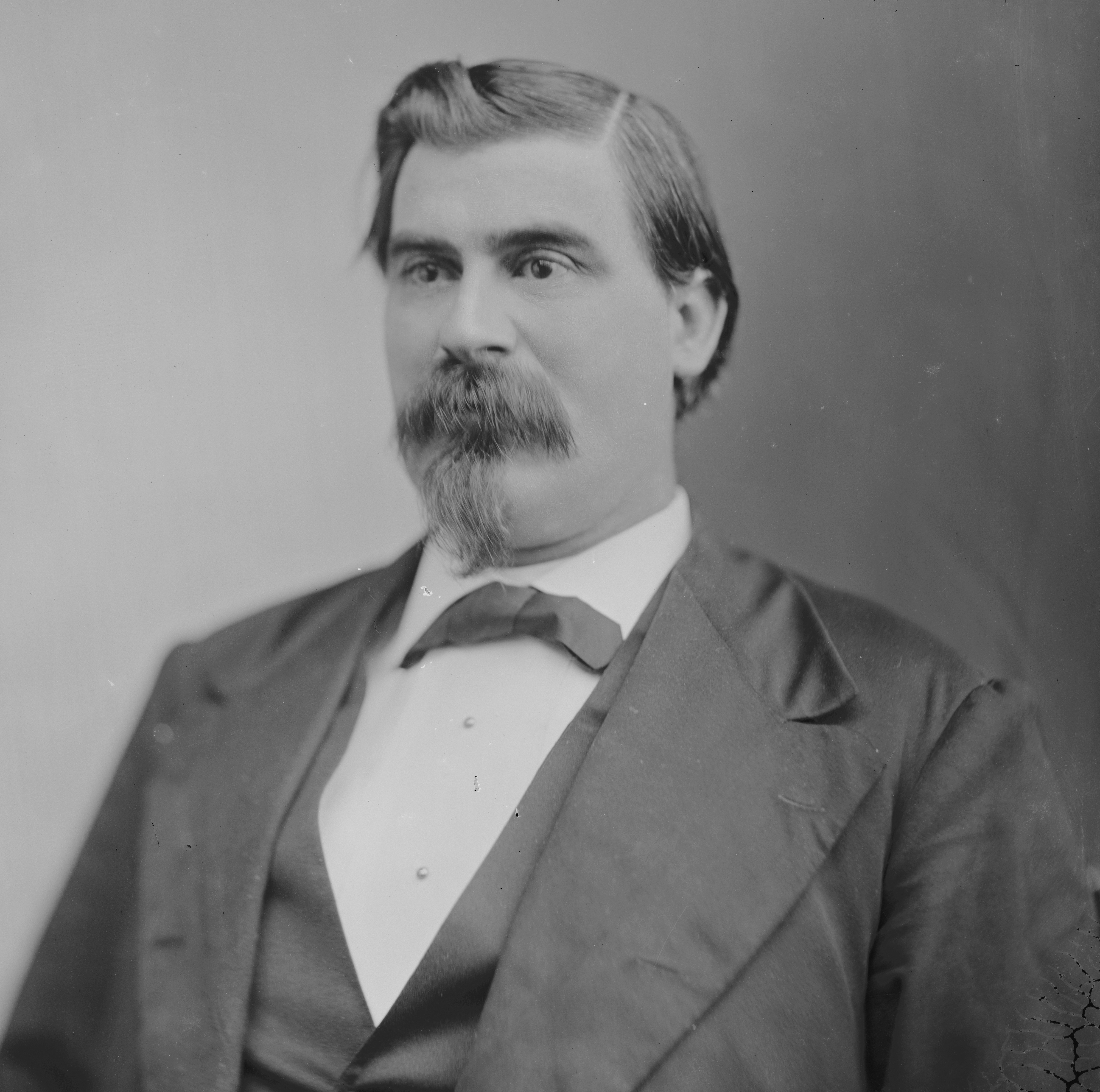
Auburn Pridemore

Auburn Lorenzo Pridemore (* 27. Juni 1837 im Scott County, Virginia; † 17. Mai 1900 in Jonesville, Virginia) war ein US-amerikanischer Politiker. Zwischen 1877 und 1879 vertrat er den Bundesstaat Virginia im US-Repräsentantenhaus.

## Werdegang
Auburn Pridemore erhielt als Kind nur eine eingeschränkte Schulausbildung. Später besuchte er vorbereitende Schulen. Während des Bürgerkrieges stellte er eine Infanterieeinheit auf, die zum Heer der Konföderation gehörte. In dieser Armee diente er im Verlauf des Krieges bei verschiedenen Einheiten und stieg bis zum Oberst auf. Nach dem Krieg schlug er als Mitglied der Demokratischen Partei eine politische Laufbahn ein. Im Jahr 1865 wurde er in das Abgeordnetenhaus von Virginia gewählt. Wegen der Kriegswirren konnte er sein Mandat aber nicht antreten. Nach einem Jurastudium und seiner 1867 erfolgten Zulassung als Rechtsanwalt begann er in Jonesville in diesem Beruf zu arbeiten. Von 1871 bis 1875 saß er im Senat von Virginia.
Bei den Kongresswahlen des Jahres 1876 wurde Pridemore im neunten Wahlbezirk seines Staates in das US-Repräsentantenhaus in Washington, D.C. gewählt, wo er am 4. März 1877 die Nachfolge von William Terry antrat. Bis zum 3. März 1879 konnte er eine Legislaturperiode im Kongress absolvieren. Nach dem Ende seiner Zeit im US-Repräsentantenhaus praktizierte Pridemore wieder als Anwalt. Er starb am 17. Mai 1900 in Jonesville, wo er auch beigesetzt wurde.